# Jean-Baptiste Bucquet
Jean-Baptiste-Michel Bucquet (17 febrer 1746, París - 24 gener 1780, París) fou un metge i químic francès col·laborador d'Antoine Lavoisier.
Bucquet era fill d'Antoine-Joseph Bucquet, advocat al parlament, i de Marthe-Denyse Marotin. Malgrat se sentia atret per les ciències, inicià els estudis de dret pressionat pel seu pare. Després estudià medicina com a medi per descobrir les altres ciències. Seguí els cursos de química de Pierre-Joseph Macquer a la Universitat de París entre el 1765 i el 1768 i els de Guillaume-François Rouelle al Jardin du Roy.
Entre 1775 i 1777 fou professor de farmàcia de la Facultat de Medicina de la Universitat de París i, a la mort d'Augustin Roux en 1776, fou elegit per succeir-lo en la càtedra de la química. Bucquet donà les primeres classes de química el 1777. Seguí amb els cursos de química que havia estat donant en els laboratoris privats, a més dels de la Facultat, fins que la mala salut l'obligà a abandonar aquests cursos privats a la tardor de 1779. Durant la seva carrera també impartí cursos en botànica, fisiologia, anatomia, higiene i medicina. Entre els seus alumnes destaquen Antoine-François Fourcroy i Claude-Louis Berthollet.
En quan als seus treballs d'investigació destaca com a col·laborador de Lavoisier des del 1777. El 1779 introduí en les seves classes la teoria de la combustió de Lavoisier, convertint-se en el primer químic a ensenyar les teories de Lavoisier a França. Analitzà la zeolita; realitzà els primers informes detallats sobre la química de les plantes; mostrà que el diòxid de carboni era una substància àcida; analitzà l'opi; descobrí la morfina; estudià la química del clorur d'amoni i de les sals d'arsènic; analitzà la sang i aïllà la i fibrina. Morí a punt de complir els 34 anys a causa d'un càncer de colon.